# Universo osservabile

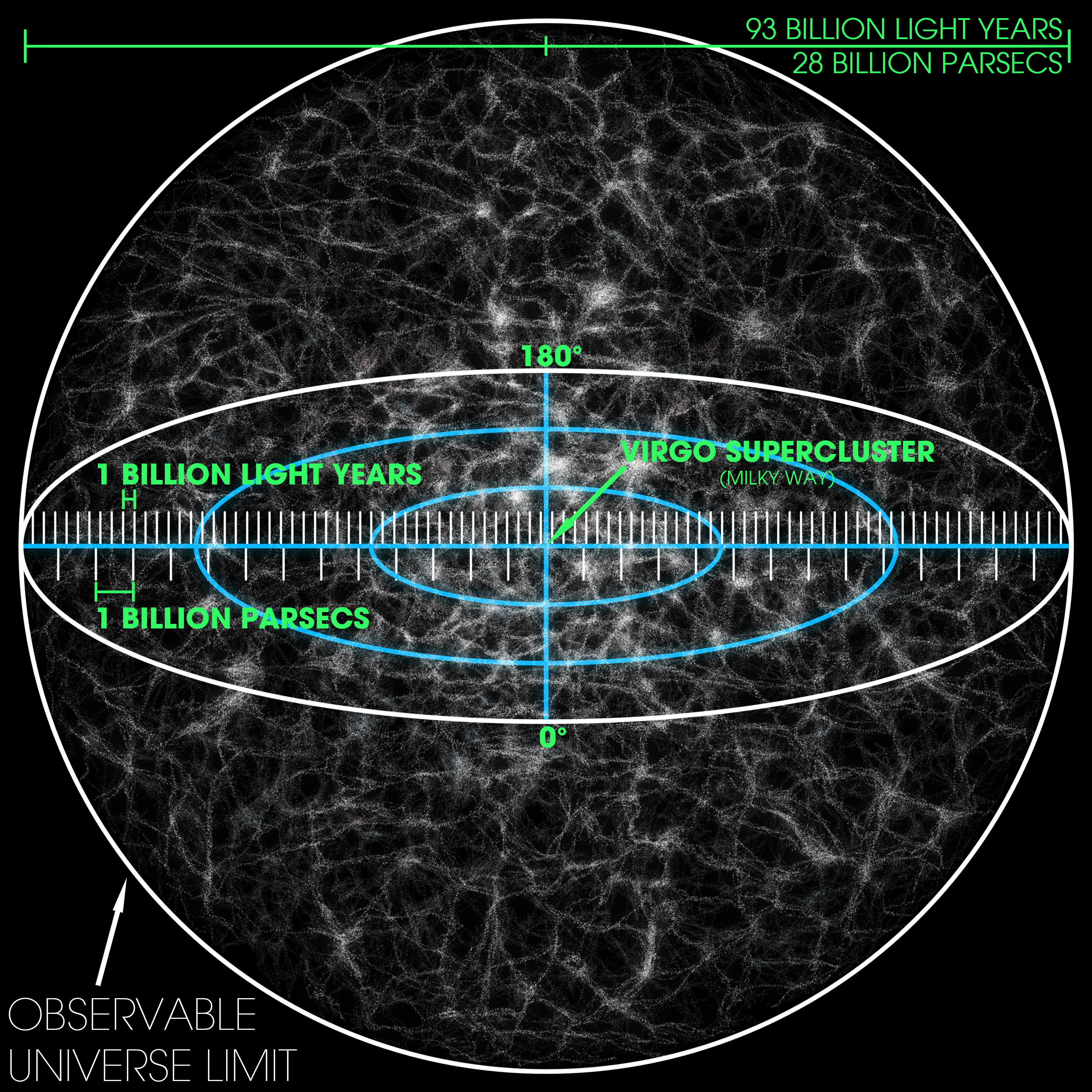
Un'immagine simulata dell'intero universo osservabile: una sfera attorno a noi di circa 93 miliardi di anni luce di diametro. Le strutture che si vedono sono grandi ammassi di superammassi di galassie.

In cosmologia l'universo osservabile è una regione di spazio racchiusa da una sfera centrata su un osservatore, sfera che contiene tutto ciò che egli può osservare. Generalmente si intende la porzione di universo indagabile dall'uomo, quindi la sfera centrata sulla Terra, ma ogni posizione nello spazio possiede il suo universo osservabile.

## Dimensioni
Se non fosse in continua espansione, il raggio dell'universo osservabile sarebbe pari alla distanza percorsa dalla luce nell'arco di tempo trascorso dall'inizio dell'Universo (l'età dell'universo), cioè l'orizzonte dell'universo osservabile sarebbe posto a circa 13,8 miliardi di anni luce; poiché però l'universo si sta espandendo continuamente, la distanza effettiva di questo orizzonte è più grande: una radiazione elettromagnetica partita 13,8 miliardi di anni fa che giungesse ora ad un osservatore sarebbe relativa a una sorgente che nel frattempo si è allontanata dall'osservatore a causa dell'espansione. 
Alcune stime ipotizzano che lo spazio si potrebbe essere espanso per circa 46,5 miliardi di anni luce (4,7×1023 km). Sulla base di questa stima, il diametro della sfera dell'universo osservabile sarebbe pari a 93 miliardi di anni luce; il volume di questo spazio sferico è pari a circa 5×1032 anni luce cubi; queste dimensioni potrebbero contenere circa 7×1022 stelle, organizzate in circa 2×1012 galassie (duemila miliardi, secondo una stima effettuata nel 2016), agglomerate in gruppi e ammassi di galassie e superammassi. Osservazioni condotte col telescopio spaziale Hubble suggeriscono un numero medio di galassie ancora maggiore.

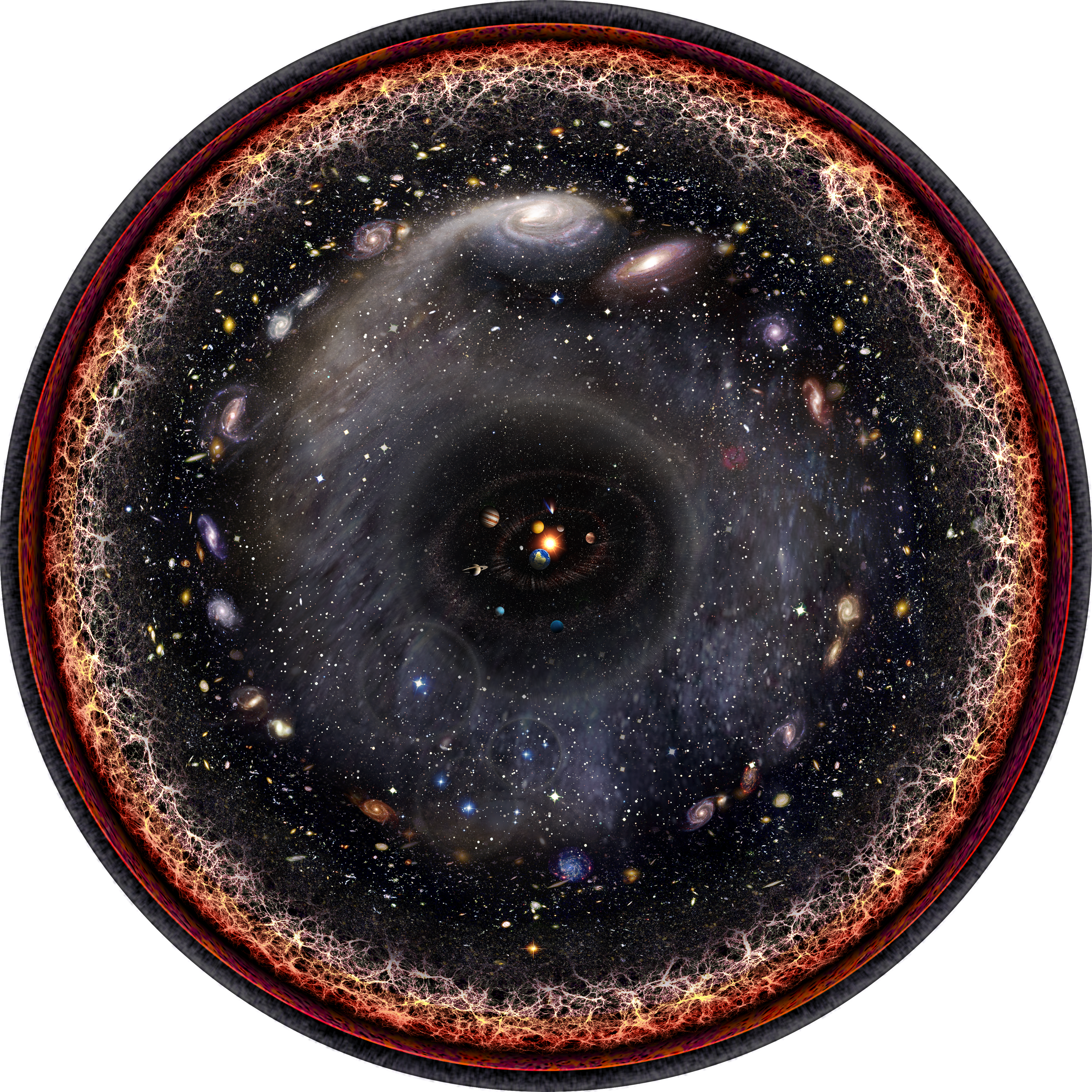
Universo osservabile illustrazione logaritmica

L'espansione risulterebbe in accelerazione, motivo per cui vi è un limite all'universo osservabile, delimitato dall'orizzonte cosmologico, cioè la regione dell'universo oltre il quale ogni oggetto si allontana dall'osservatore a velocità maggiori della luce; tale orizzonte oggi è pari a 46,5 miliardi di anni luce.
Questo orizzonte corrisponde quindi alla distanza massima a cui si può avere contatto causale: non esisterà mai la possibilità di osservare o scambiare alcun segnale o informazione generato con regioni oltre l'orizzonte, che in pratica escono dalla realtà dell'osservatore e quindi, di fatto, "al di fuori" del "suo universo". Che oggetti oltre l'orizzonte cosmologico si allontanino dall'osservatore a velocità maggiori di quelle della luce non contrasta la relatività generale di Einstein, che proibisce qualsiasi movimento a velocità superluminali all'interno dell'universo, ma non pone alcun limite alla velocità di espansione di quest'ultimo: è infatti lo spazio stesso ad espandersi (Espansione metrica dello spazio).

## Numero di galassie
Nell'universo osservabile visibile sono presenti sicuramente più di due bilioni (duemila miliardi) di galassie grazie alle osservazioni pubblicate nell'ottobre 2016 che superano la passata stima dell'Hubble Ultra Deep field (che ne calcolava fino a 400 miliardi al massimo), tuttavia secondo nuove stime il numero ipotetico di galassie nell'universo, estrapolato dalla struttura del cosiddetto Cosmica l Optical Background, risulterebbe più alto di almeno uno o due ordini di grandezza (che non ci permetterebbero di enumerarle poiché anche contandole con l'ausilio di intelligenza artificiale si eccederebbe la durata della vita umana) e secondo stime statistiche, inoltre, approssimativamente un altro 90% delle galassie nell'universo osservabile risulterebbe non rilevabile con i telescopi di oggi, troppo poco potenti.
Gran parte di esse ha un diametro compreso fra 1000 e 100.000 parsec, di solito separate da distanze dell'ordine di milioni di parsec (mega parsec, Mpc). Lo spazio intergalattico è parzialmente colmato da un tenue gas, la cui densità è inferiore ad un atomo al metro cubo. Nella maggior parte dei casi le galassie nell'Universo sono organizzate secondo precise gerarchie associative, dalle più piccole associazioni, formate da alcune galassie, agli ammassi, formati anche da migliaia di galassie.

## Divulgazione
L'aumento delle nostre capacità tecnologiche non allarga l'orizzonte dell'universo osservabile. Infatti l'orizzonte è un limite fisico imposto dalla velocità finita della luce o di qualsiasi altra radiazione emessa dagli oggetti celesti per cui questa radiazione impiega un certo tempo per raggiungere l'osservatore.
Talvolta il termine universo è usato per riferirsi in realtà all'universo osservabile. Questo perché i fenomeni fisici inosservabili sono paradigmaticamente indescrivibili per la conoscenza scientifica umana; essi possono anche essere oggetto di speculazioni concettuali tipicamente metafisiche; nell'ambito della fisica teorica queste speculazioni sono comunque descrivibili con modelli matematicamente corretti, ma al di fuori delle leggi fisiche accettate.